# Igreja de Santa Maria de Montserrat dos Espanhóis
Santa Maria in Monserrato degli Spagnoli ou Igreja de Santa Maria de Montserrat dos Espanhóis (em castelhano:  Santa María de Montserrat de los Españoles) é uma igreja titular de Roma, Itália, dedicada a Nossa Senhora de Montserrat e localizada no rione Regola, na esquina da Via della Barchetta com a estreita Via di Monserrato, com a fachada de frente para esta última. É a igreja nacional da Espanha em Roma.
O cardeal-presbítero do título de Santa Maria de Montserrat dos Espanhóis é Carlos Amigo Vallejo, arcebispo-emérito de Sevilha.

## História
A Virgem de Montserrat, conhecida como "La Moreneta", é uma das manifestações marianas mais populares. A imagem original é venerada no Mosteiro de Montserrat, na Catalunha.
Os reis espanhóis foram grandes devotos seus, já desde os Trastámara (Sennora con humildat e deuoto coraçón prometo a Montserrat yr facer mi oraçión, anota Pero López de Ayala). Assim, Fernando de Antequera quis subir ao santuário de Montserrat no dia antes de morrer; Carlos V e Filipe II morreram com uma vela abençoada da Moreneta nas mãos; este último pagou a obra civil da esplanada atual do mosteiro (naquela época, ao ter que usar caminhos de mula, teve um custo similar ao do Escorial). A ela se dedicaram nomes de templos ou ilhas, montanhas, departamentos, e numerosas igrejas, ermidas e capelas em todo o mundo.
Originalmente era uma instituição que tinha como fim principal servir de centro de acolhimento aos peregrinos espanhóis em Roma, em especial daqueles pobres ou enfermos, e para representantes de diversa procedência e nível social, principalmente da Catalunha, Valência, Baleares e Aragão.
A igreja atual foi construída entre 1803 e 1807, depois da fusão do clero de duas outras igrejas, San Giacomo degli Spagnoli (a moderna Nostra Signora del Sacro Cuore), na Piazza Navona, e que na época estava caindo aos pedaços, e a de Santa Maria in Monserrato, que ficava no local e, desde a Idade Média, abrigava os peregrinos espanhóis mais pobres em Roma. Muitas das obras de arte na igreja moderna vieram de San Giacomo.

## Edifício

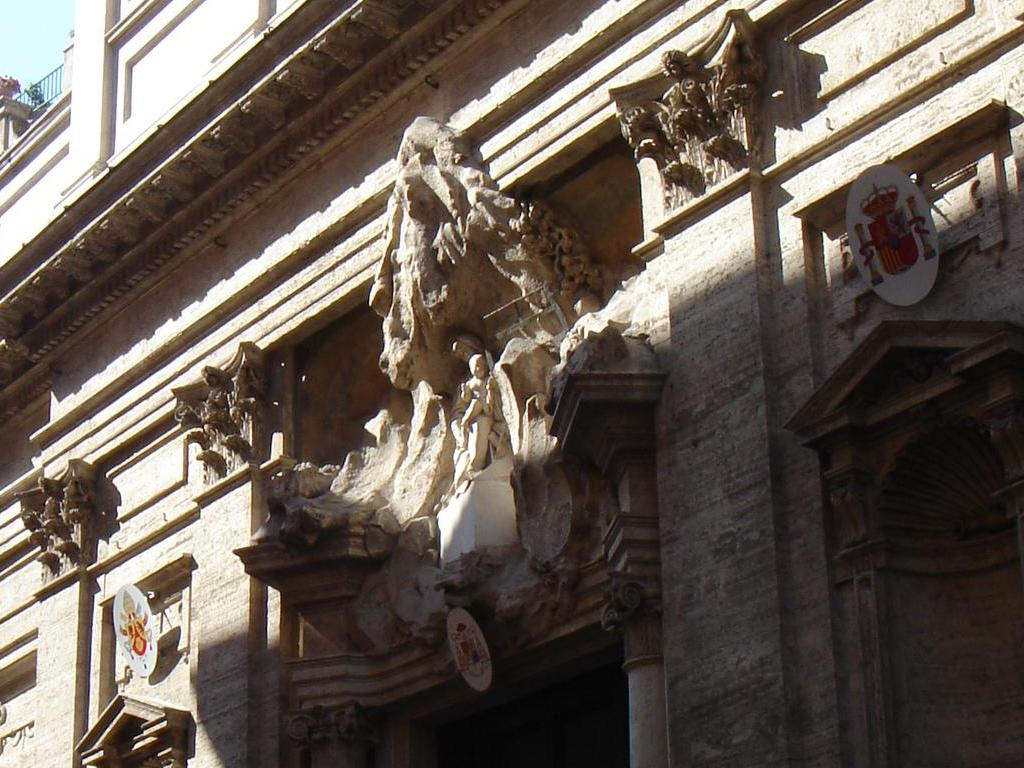
Roma, Igreja de Santa Maria de Montserrat: detalhe da fachada. O relevo representa a Virgem Santíssima com o Menino Jesus entre as rochas de Montserrat.

O projeto arquitectônico da igreja é de Antonio da Sangallo, o Jovem. Os trabalhos de edificação sofreram diversas interrupções devido à falta de recursos, mas os arquitetos que continuaram as obras (Bernardino Valperga, Francesco da Volterra, entre outros) respeitaram o projeto original. As obras começaram em 1518, a fachada, de Volterra, foi construída entre 1582 e 1593, o altar maior foi consagrado em 1594 e a abóbada da nave foi finalizada em 1598. Porém, a abside só foi completada em 1675, quando um novo altar-mor foi consagrado. O grupo escultural no exterior é obra de Giovanni Battista Contini (1673-5). Foi restaurada por completo entre 1818 e 1821 e um novo altar-mor foi consagrado em 1822.

## Arquitetura
Os afrescos da "Dormição da Virgem" (1683) sobre a principal capela no centro à direita são de Francesco Nappi. Do lado oposto, os afrescos da "Coroação da Virgem" (1627) são de Giovanni Battista Ricci. Nos nichos sobre as portas laterais estão estátuas de santos aragoneses, obras do pintor aragonês Juan Adàn (1816): Santa Isabel de Portugal e São Pedro Arbués.

### Capelas
A primeira capela à direita, inicialmente dedicada aos santos Filippo e Nicolò, foi concedida, em 1590, a Bernardino Rocci (m. 1599). No piso ainda está sua lápide e no teto, seu escudo. A peça-de-altar, "São Diego de Alcântara", foi pintado por Annibale Carracci. À direita estão os mausoléus de dois papas da família Bórgia, Calisto III (r. 1455&nhdash;1458) e Alexandre VI (r. 1492–1503), esculpidos por Felipe Moratilla e completados apenas em 1889. Abaixo deles está o cenotáfio do deposto rei da Espanha Afonso XIII da Espanha (m. 1941), cujos restos foram repatriados em 1980 e sepultados no Panteão dos Reis do Escorial. À esquerda, no alta, está o monumento funerário neoclássico do escultor catalão Antoni Solà (1787–1861), de José Vilches (1862), e, abaixo dele, o monumento a Francisco de Paula Mora, filho dos marqueses de Lugros, que morreu em Nápoles em 1942.
Na segunda capela à direita foi cedida em 1624 ao patrono Gabriel Ferrer (m. 1607) e ainda abriga sua lápide no piso e seu escudo no teto. As pinturas são de Francesco Nappi, incluindo uma "Anunciação" no altar-mor. Nas laterais estão afrescos do "Nascimento" e "Assunção da Virgem". Dois embaixadores espanhóis na Santa Sé estão enterrados ali: Juliàn de Villalba (m. 1843) e Salvador de Zea Bermùdez (m. 1852). As quatro lunetas trazem anjos segurando símbolos da Virgem e uma outra com uma "Visitação". Sobre os arco e pilastras estão símbolos marianos e, no interior da cúpula, uma imagem de Santa Cecília. O tímpano está decorado com "Deus Pai".
Na terceira capela à direita, a rica decoração em mármore multicolorido foi completada no século XVIII por Antonio Francés e Miguel de Cetina com base num projeto de um cônego de Barcelona, Francisco Gòmez Garcìa,  (m. 1778). A peça-de-altar, "Nossa Senhora do Pilar com São Tiago e São Vicente Ferrer", foi pintada por Francisco Preciado de la Vega. À direita, uma "Assunção de Maria" (1551) foi pintada por Francesco di Città di Castello e, à esquerda, o "Triunfo da Imaculada Conceição" (1663) é obra de Luigi Primo.
No centro da abside do presbitério está uma "Crucificação" (1564-5), de Girolamo Siciolante da Sermoneta.
A terceira capela a esquerda foi encomendada pela família de Francisco Robuster (m. 1570), e dedicada à Santa Cruz. Em 1882, uma estátua de São Tiago, padroeiro da Espanha, de Jacopo Sansovino, foi encomendada pelo cardeal Jaime Serra I Cau (m. 1517) para sua capela em Santiago e movida para lá em 1882. A concha foi acrescentado no século XIX. O monumento funerário de Félix Aguirre (m. 1832), de José Alvarez Bouguel (1805–1830) e do embaixador espanhol Antonio Vargas Laguna (m. 1824) são de Antoni Solà. Embaixo à esquerda está o túmulo do bispo Alfonso de Paradinas e, à direita, o do bispo e secretário do papa Alexandre VI, Juan de Fuensalida (m. 1498), ambos atribuídos a Andrea Bregno.
Cedida a Tomàs Gargall, bispo de Malta, em 1614, a segunda capela à esquerda é dedicada a Nossa Senhora de Montserrat e ostenta uma cópia moderna, de Manuel Martì Cabrer, da icônica imagem. As paredes laterais estão decoradas com afrescos da "Glória de São Raimundo de Penaforte" e uma alegórica "Montanha Sagrada". Os quatro evangelistas nos arcos e os afrescos abaixo de cada um deles são atribuídos a Giovanni Battista Ricci. O trabalho em estuque, do século XVIII, é de Francesco Bizzaccheri.
Na primeira capela à esquerda, as estátuas de "Santa Ana, a Virgem e Jesus" foram esculpidas em 1544 por Tommaso Boscoli. A coluna da direita traz "Tabernáculo dos Santos", atribuído ao milanês Luigi Capponi. Na parede da direita está o monumento neoclássico do embaixador espanhol Josè Narciso Aparici Soler, que morreu em Roma em 1845.

## Galeria

Imagens da igreja
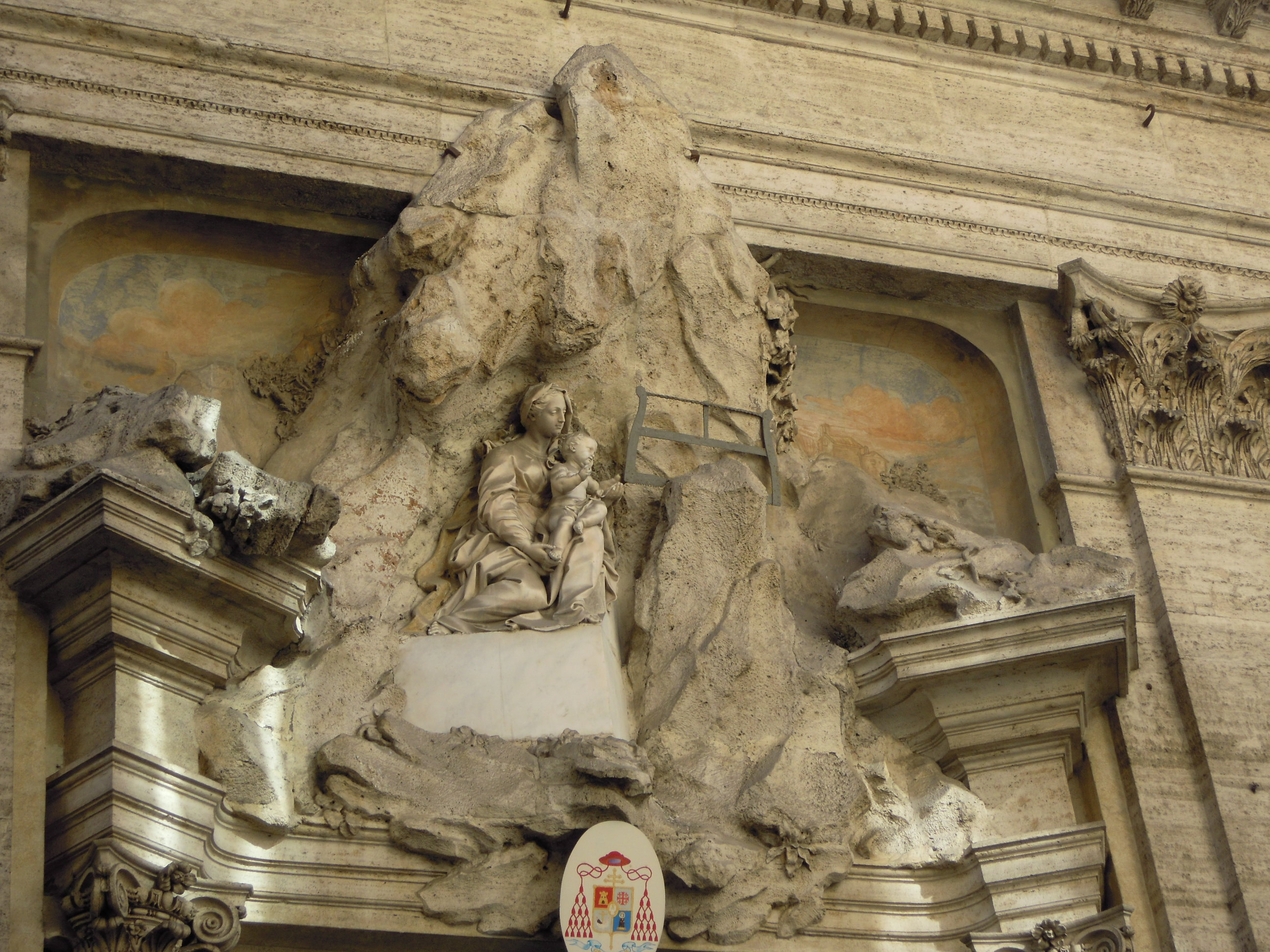
Madona com o Menino na fachada.
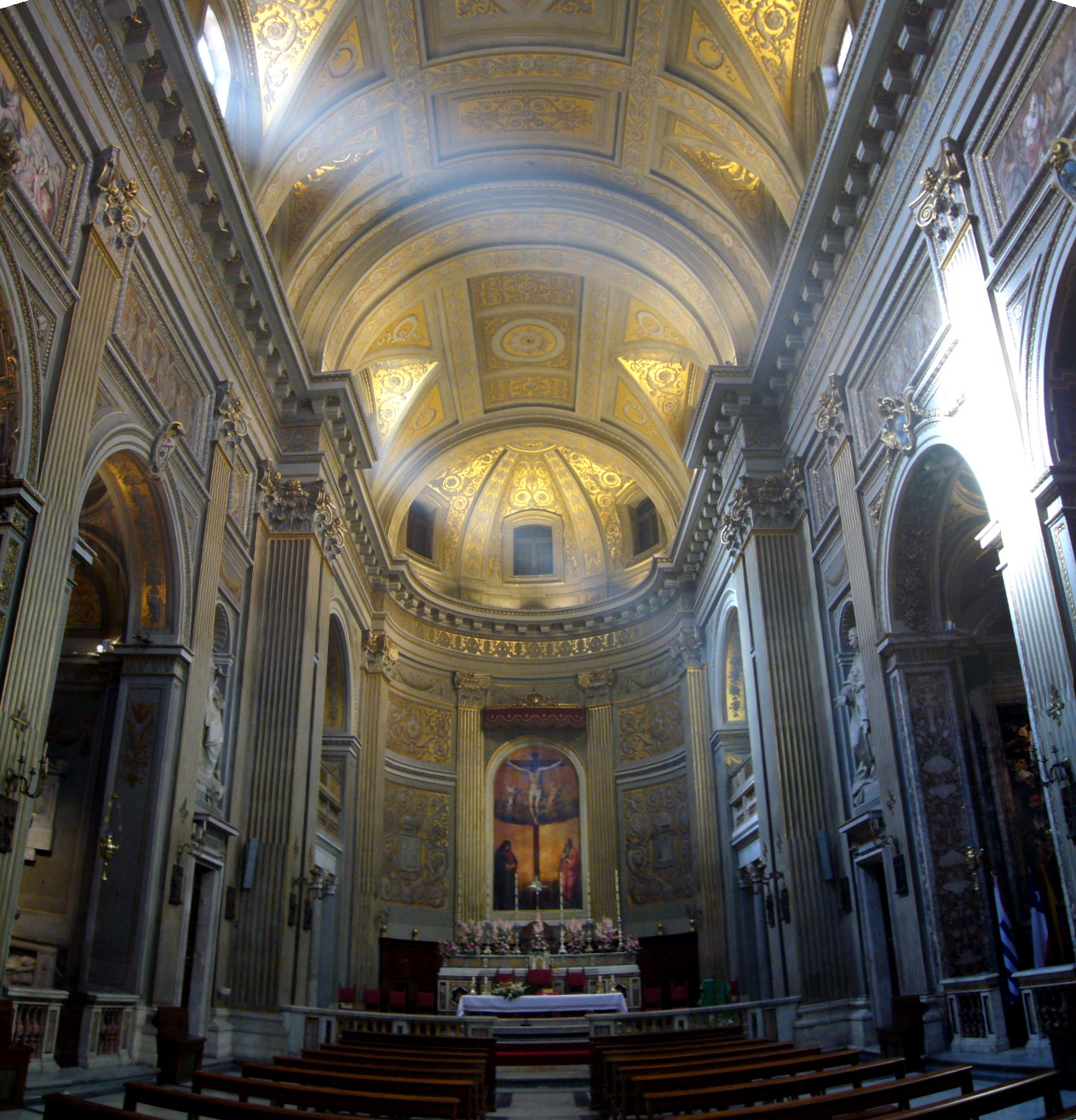
Interior.
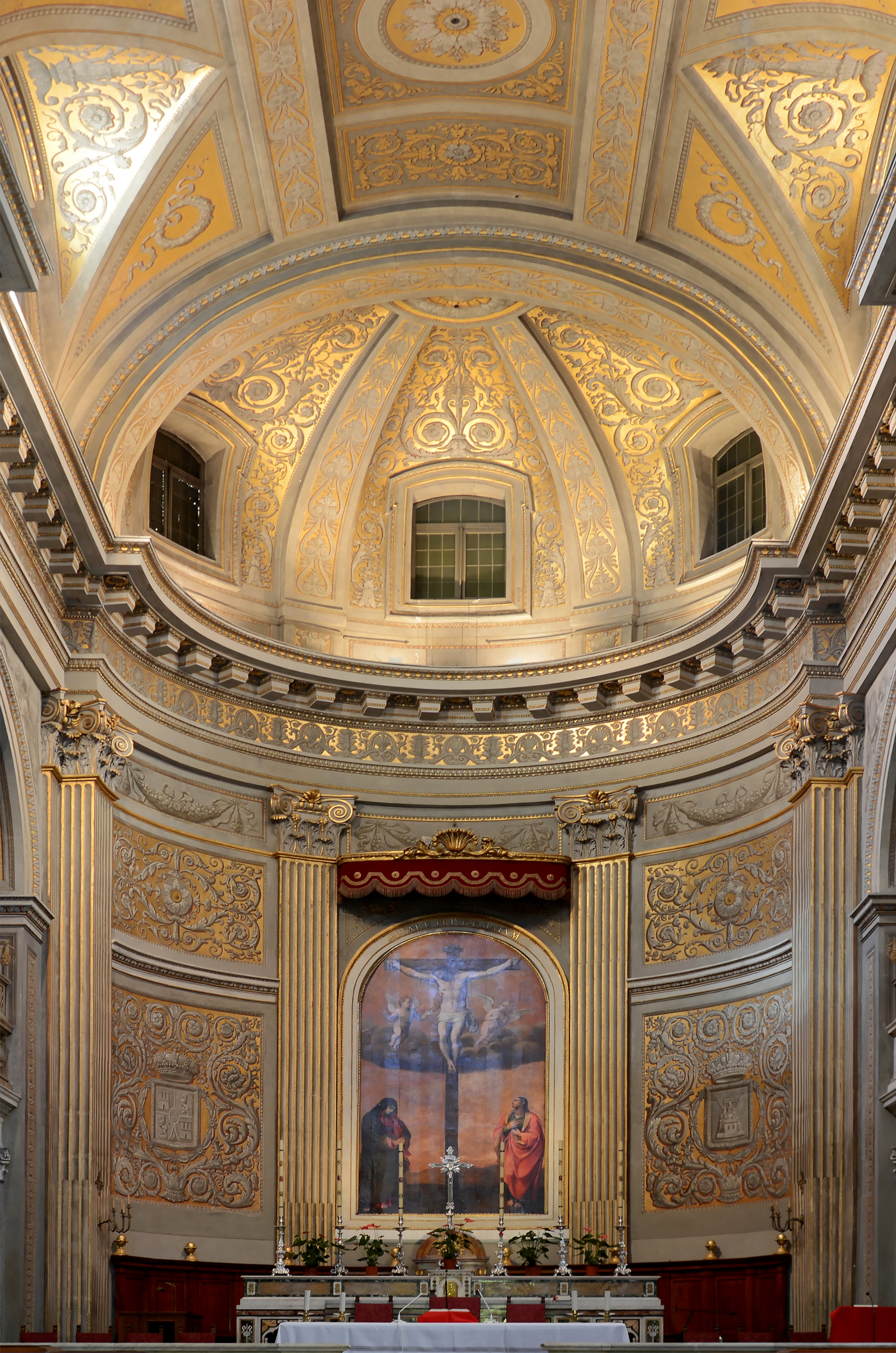
Altar-mor.
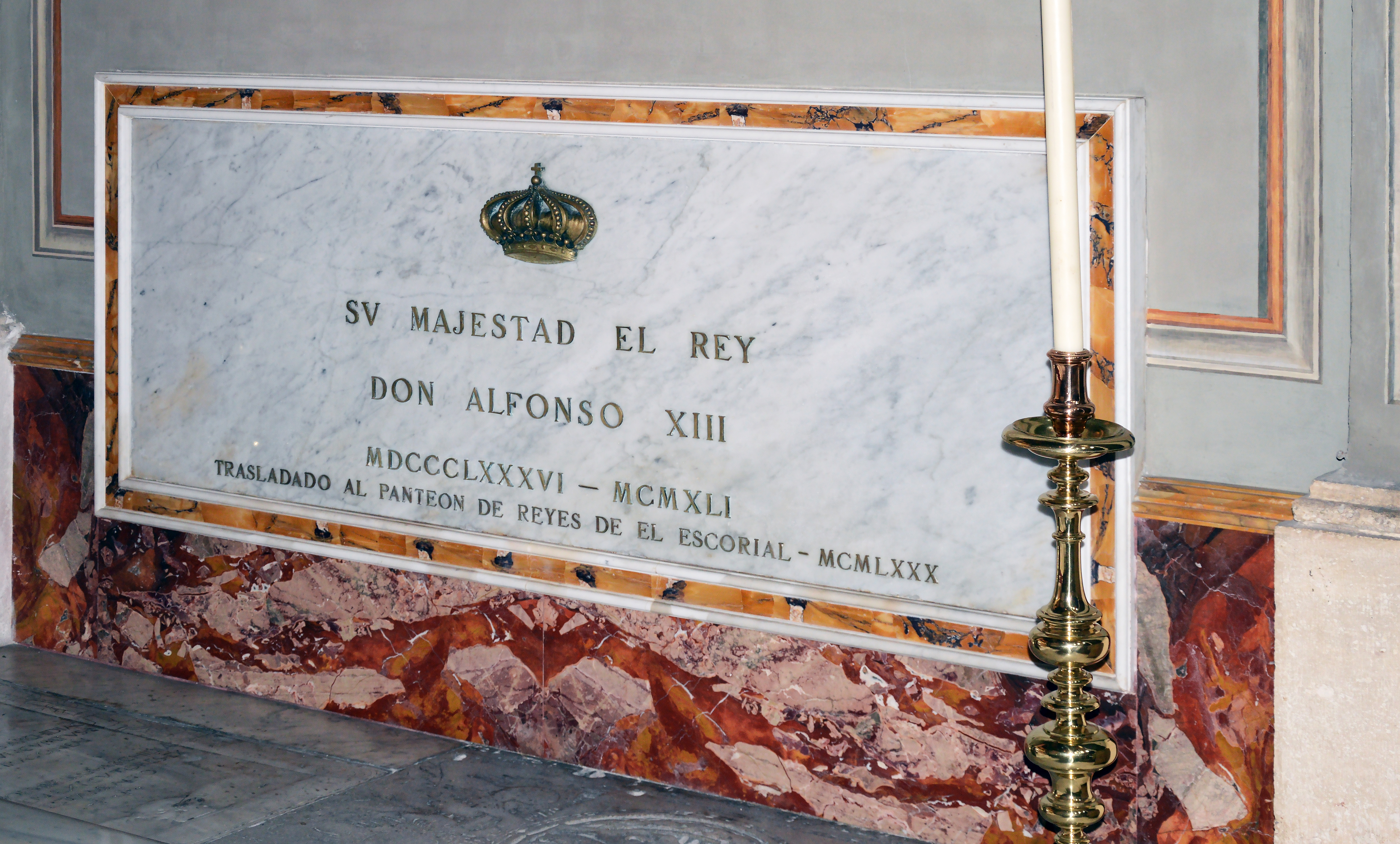
Cenotáfio do deposto rei Afonso XIII da Espanha, cujo corpo foi levado para o Escorial em 1980.
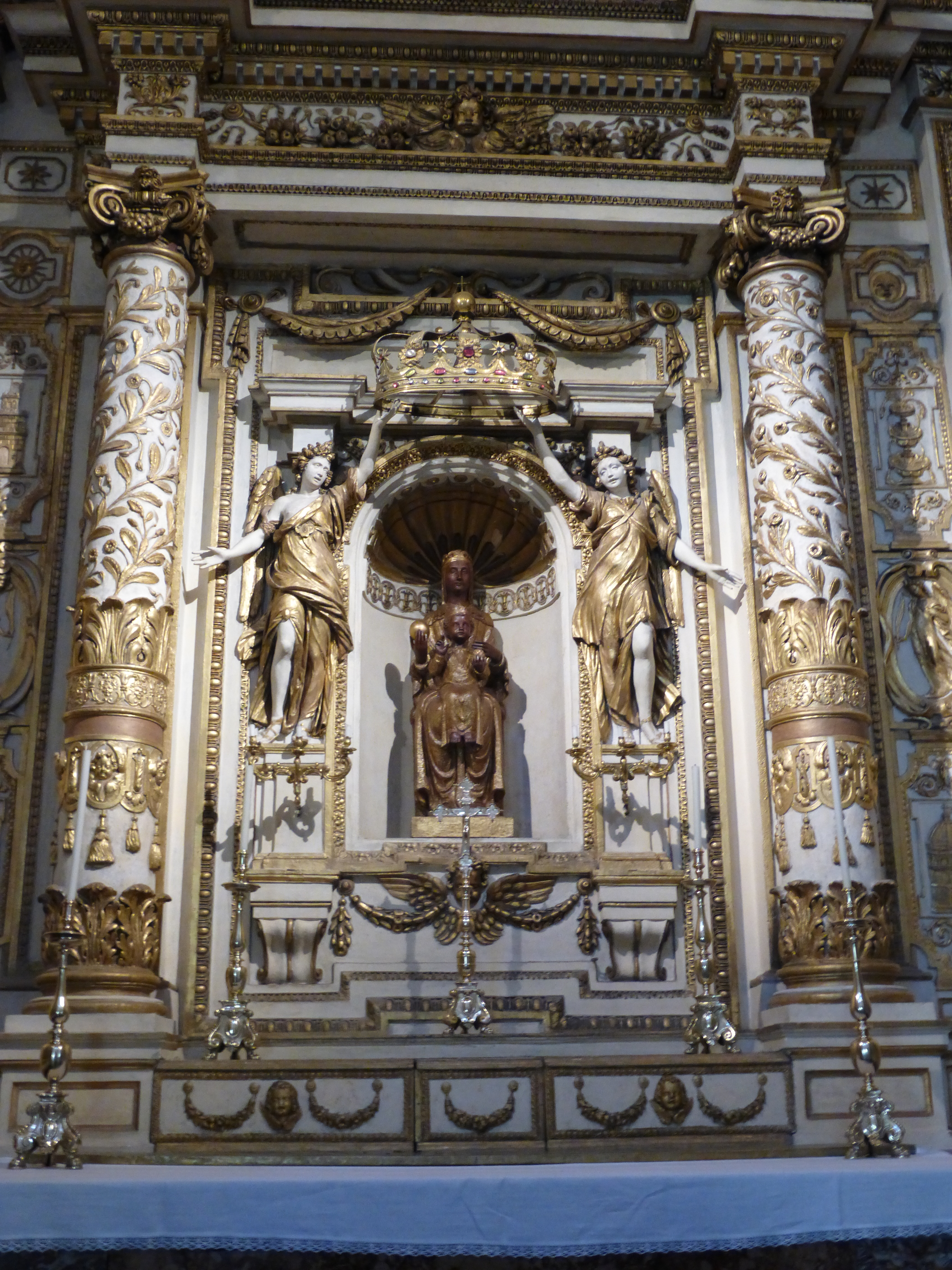
Capela de Nossa Senhora de Montserrat (La Moreneta).
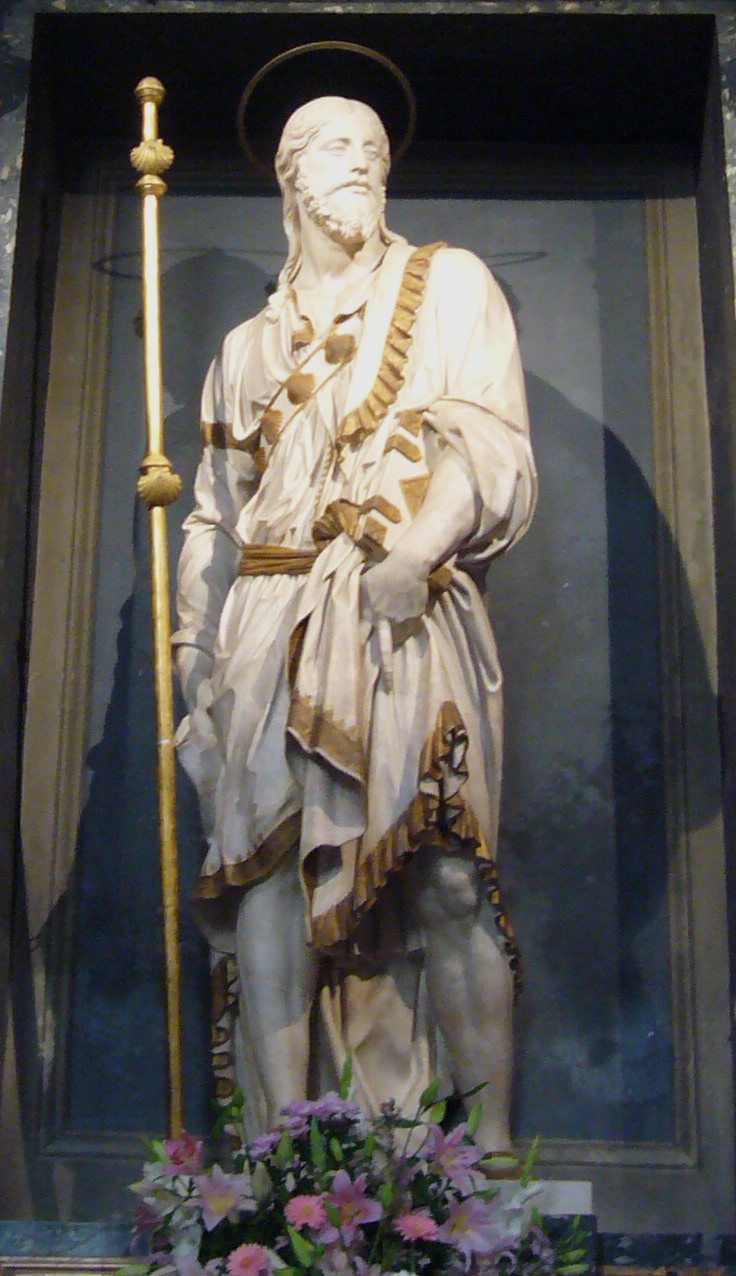
São Tiago, padroeiro da Espanha, de Jacopo Sansovino.